# Boris Kleyman
Boris Kleyman (en hébreu : בוריס קליימן, parfois orthographié Boris Klaiman), né le 26 octobre 1990 à Vinnytsia (RSS d'Ukraine, Union soviétique), est un footballeur international israélien évoluant au poste de gardien de but. Le 12 avril 2023, Le gardien de but de 32 ans a été interpellé par les autorités grecques. Il aurait commis des "actes indécents envers une fille mineure" dans un bar de la capitale. Peu de temps après son contrat a été rompu par son ancien club le Volos FC.

## Biographie
Il joue son premier match avec l'équipe d'Israël le 23 mars 2016, en amical contre la Croatie (défaite 2-0 à Osijek).

## Statistiques
Le tableau ci-dessous récapitule les statistiques de Boris Kleyman lors de sa carrière en club :
| Saison                | Club                    | Championnat           | Championnat | Championnat | Coupe(s) nationale(s) | Coupe(s) nationale(s) | Compétition(s) continentale(s) | Compétition(s) continentale(s) | Compétition(s) continentale(s) | Total | Total |
| Saison                | Club                    | Division              | M.          | B.          | M.                    | B.                    | Comp.                          | M.                             | B.                             | M.    | B.    |
| 2008-2009             | Hapoël Kfar Saba        | 2                     | 13          | 0           | 8                     | 0                     | -                              | -                              | -                              | 21    | 0     |
| 2009-2010             | Maccabi Herzliya (prêt) | 2                     | 4           | 0           | 3                     | 0                     | -                              | -                              | -                              | 7     | 0     |
| 2010-2011             | Hapoël Kfar Saba (prêt) | 2                     | 36          | 0           | 6                     | 0                     | -                              | -                              | -                              | 42    | 0     |
| 2011-2012             | Hapoël Tel-Aviv FC      | 1                     | 4           | 0           | 4                     | 0                     | -                              | -                              | -                              | 8     | 0     |
| 2012-2013             | Hapoël Tel-Aviv FC      | 1                     | 8           | 0           | 2                     | 0                     | -                              | -                              | -                              | 10    | 0     |
| 2013-2014             | Hapoël Tel-Aviv FC      | 1                     | 13          | 0           | -                     | -                     | -                              | -                              | -                              | 13    | 0     |
| 2014-2015             | Beitar Jérusalem        | 1                     | 35          | 0           | 5                     | 0                     | -                              | -                              | -                              | 40    | 0     |
| 2015-2016             | Beitar Jérusalem        | 1                     | 34          | 0           | 8                     | 0                     | C3                             | 4                              | 0                              | 46    | 0     |
| 2016-2017             | Beitar Jérusalem        | 1                     | 16          | 0           | 1                     | 0                     | C3                             | 8                              | 0                              | 25    | 0     |
| Total sur la carrière | Total sur la carrière   | Total sur la carrière | 163         | 0           | 37                    | 0                     | -                              | 12                             | 0                              | 212   | 0     |